# Néphéris
Néphéris était une ville fortifiée carthaginoise située à une trentaine de kilomètres de l'actuelle Tunis.
Elle a joué un rôle important durant la troisième guerre punique. D'abord battus, les Romains de Scipion Émilien finirent par s'en emparer en 147-146 av. J.-C.. À proximité de la ville, les archéologues ont retrouvé un sanctuaire dédié à Saturne, datant de l'époque romaine.